# Мосоловка (Воронежская область)
Мосоловка — село в Аннинском районе Воронежской области России.
Административный центр Мосоловского сельского поселения.

## История
Впервые упоминается в 1698 году. В 1699 году село было сожжено по приказу Петра I. Вновь заселено в 1740 году дворцовыми крестьянами из подмосковных сёл Колягино и Черново.

## Население
| 1859 | 1897 | 2000 | 2005 | 2010 |
| ---- | ---- | ---- | ---- | ---- |
| 475  | ↗800 | ↘435 | ↘425 | ↘375 |

## Улицы
| - ул. Гудовка, - ул. Дачная, - ул. Заречная, | - ул. Селезнёвых, - ул. Тихая, - ул. Центральная. |